# ناتالی همبی
ناتالی نیکول همبی وراکی (زادهٔ ۲۴ مارس ۱۹۷۷)؛ شناخته‌شده با نام ناتالی همبی (به انگلیسی: Natalie Hemby) ترانه‌نویس و خواننده موسیقی کانتری اهل ایالات متحده آمریکا است. وی ترانه‌هایی را برای میراندا لمبرت، لیتل بیگ تاون، کیسی ماسگریوز و لیدی گاگا نوشته‌است. در سال ۲۰۱۹، او در کنار برندی کارلایل، آماندا شایرز و مرن موریس به گروه های‌ویمن پیوست.